# 神戸市立東舞子小学校
神戸市立東舞子小学校（こうべしりつ ひがしまいこしょうがっこう）は、兵庫県神戸市垂水区舞子台4丁目に所在する公立小学校。

## 沿革
- 1962年（昭和37年）4月1日 - 神戸市立舞子小学校、神戸市立霞ヶ丘小学校より分離開校。

## 学校行事
- 運動会が、毎年5月下旬～6月上旬に行われる。
- 音楽会(スマイルコンサート)

毎年10月下旬～11月上旬に行われる。かつて(2019年以前)は音楽会の名称で2・3クラス合同で実施していたが、新型コロナウイルスの影響により、2020年からはスマイルコンサートの名称で1クラス単体で実施していた。しかし、新型コロナウイルス5類移行を受けて、2024年より、クラス合同で行われるようになった(スマイルコンサートの名称は変更なし)。

## 通学区域
神戸市垂水区。
- 神戸市立星陵台中学校
  - 北舞子1、舞子陵(東部)、星陵台1 - 8丁目
- 神戸市立歌敷山中学校
  - 歌敷山3(7～11番)、東舞子町(3～12番)、舞子台1 - 7丁目・8丁目(1～6番・11～23番)

## 校区内の主な施設
- 垂水警察署 北舞子交番
- ライフスポーツKTV垂水(スイミングスクール)
- KTV学童教室　垂水星稜台(民間学童保育)
- インターナショナル・プリスクールCHES

## 交通
- 神戸市バス 51・59系統「東舞子小学校前」より

## 通学区域が隣接している学校
- 神戸市立霞ケ丘小学校
- 神戸市立千代が丘小学校
- 神戸市立多聞東小学校
- 神戸市立西脇小学校
- 神戸市立西舞子小学校
- 神戸市立舞子小学校
- 淡路市立石屋小学校 （海を隔てているが、間に明石海峡大橋が架かっている。）